# موريس إيمرسون
موريس إيمرسون (بالإنجليزية: Morris Emmerson)‏ (23 أكتوبر 1942 في المملكة المتحدة - ) هو لاعب كرة قدم بريطاني في مركز حراسة المرمى. لعب مع نادي بيتربورو يونايتد ونادي ميدلزبره.